# أسلحة صغيرة

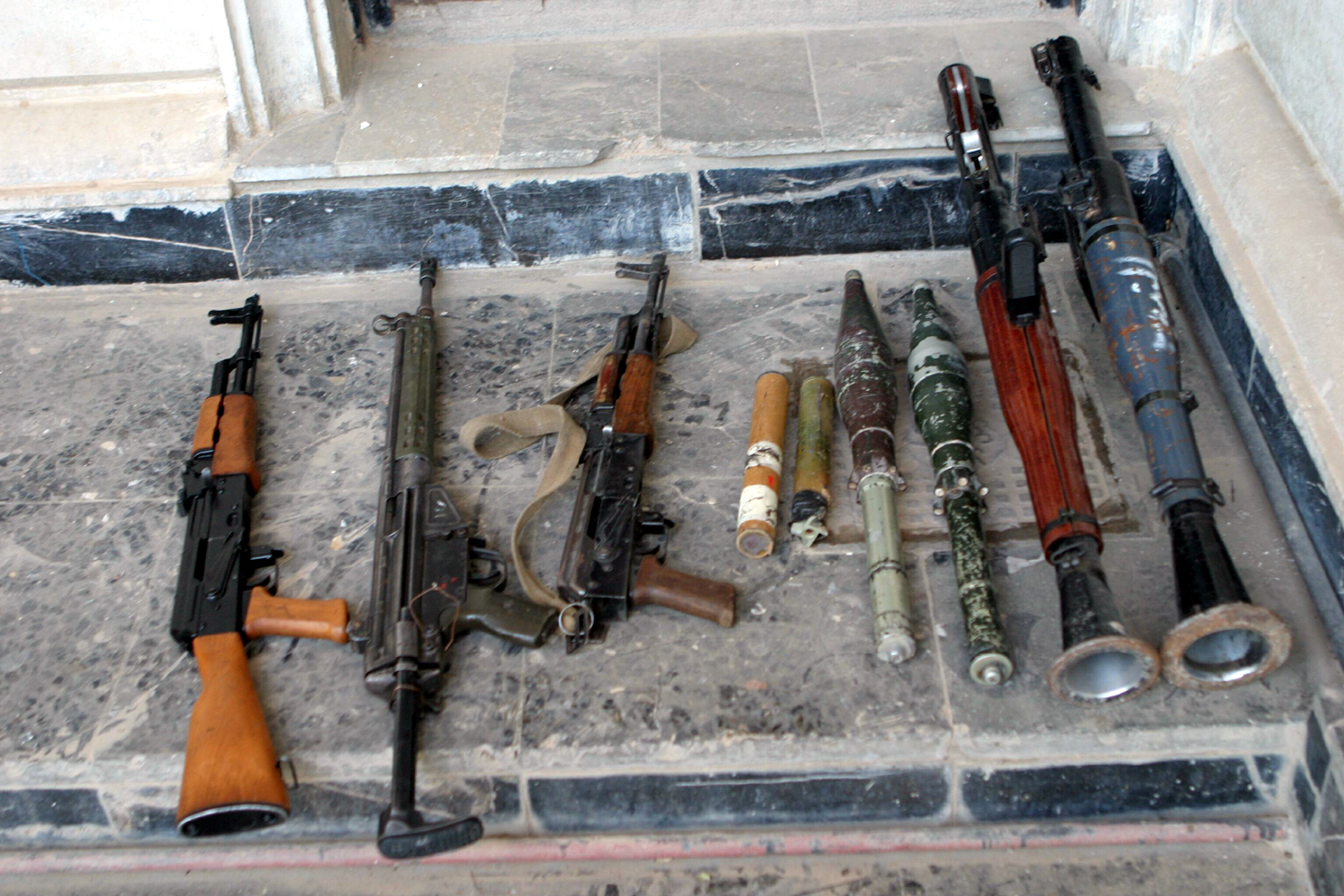

الأسلحة الخفيفة هي الأسلحة المصمَّمة بحيث يستخدمها عدة أشخاص يعملون على هيئة طاقم.وتشمل الأسلحة الخفيفة الرشاشات الثقيلة ومدافع الهاون بعيار يقل لا عن 75 مم والقنابل اليدوية وقاذفات القنابل المحمولة باليد والمتنقلة والمركبة على آليات والمدافع المحمولة المضادة للطائرات والمضادة للدبابات والبنادق العديمة الارتداد والقاذفات المحمولة لإطلاق القذائف وأجهزة لإطلاق قذائف ومنظومات محمولة صاروخية مضادة للدبابات
و يكمن الفارق بين الأسلحة الخفيفة والأسلحة الصغيرة في أن الأسلحة الصغيرة هي المصممة للاستعمال الشخصى وتشمل المسدسات ذات الطاحونة ووالمسدسات الذاتية التحميل (ذات التلقيم الذاتى) والبنادق والطبنجات والرشاشات الصغيرة وبنادق الهجوم (البنادق الهجومية) والرشاشات الخفيفة.
وفي حين أن الأسلحة الخفيفة مصمَّمة كي تستخدمها القوات المسلحة، فإن لها مزايا فريدة تجعلها ذات ميزة خاصة للحرب غير النظامية أو حرب العصابات. فمدافع الهاون والمدافع المضادة للطائرات، على سبيل المثال، تسمح بعمليات متحركة إلى حد كبير كثيرا ما تتسبب في حدوث خسائر فادحة بين المدنيين إذا استُخدمت استخداما عشوائيا. وقد أدى انخفاض تكلفة الأسلحة الصغيرة إلى أنها أصبحت في متناول أطراف فاعلة ليست تابعة للدولة. ولا تحتاج الأسلحة الصغيرة إلى أي صيانة تُذكر، ولذا فإنها تبقى للأبد أساسا. ويمكن إخفاؤها بسهولة. ويمكن حتى للأطفال الصغار استخدامها بأقل قدر من التدريب. ولا تصبح الأسلحة الصغيرة والأسلحة الخفيفة مميتة دون وجود الذخيرة. وهكذا تشكل الذخيرة والمتفجرات والأجهزة المتفجرة جزءا لا يتجزأ من الأسلحة الصغيرة والأسلحة الخفيفة المستخدمة في الصراعات. كما أن الألغام الأرضية المضادة للأفراد تعد من بين الأسلحة الصغيرة، ولكن مؤتمر الأمم المتحدة المقبل المعني بالأسلحة الصغيرة لن يتطرق إليها حيث تتناولها محافل دولية أخرى كمسألة منفصلة.